# 椿村 (山口県)
椿村（つばきそん）は、山口県阿武郡にあった村。現在の萩市椿にあたる。本項では発足時の名称である椿郷西分村（つばきごうにしぶんそん）についても述べる。

## 地理
- 山岳：三角山
- 河川：阿武川、橋本川

## 歴史
- 1889年（明治22年）4月1日 - 町村制の施行により、近世以来の椿郷西分村が単独で自治体を形成。
- 1910年（明治43年）7月1日 - 椿郷西分村が改称して椿村となる。
- 1923年（大正12年）4月1日 - 萩町・椿東村・山田村と合併し、改めて萩町が発足。同日椿村廃止。

## 交通

### 鉄道路線
現在は旧村域に山陰本線の萩駅が所在するが、当時は未開業。